# Blagnac
Blagnac (okcitansko Blanhac) je severozahodno predmestje Toulousa in občina v južnem francoskem departmaju Haute-Garonne regije Jug-Pireneji. Leta 2008 je naselje imelo 21.556 prebivalcev.

## Geografija
Naselje leži v pokrajini Languedoc ob reki Garoni in njenem levem pritoku Touch; je za Colomiersom in Tournefeuillom tretje največje predmestje Toulousa; od njegovega središča je oddaljen 7,5 km. Na ozemlju občine se nahaja francosko mednarodno letališče Toulouse-Blagnac.

## Uprava
Blagnac je sedež istoimenskega kantona, v katerega so poleg njegove vključene še občine Beauzelle, Cornebarrieu in Mondonville z 32.556 prebivalci.
Kanton Blagnac je sestavni del okrožja Toulouse.

## Gospodarstvo
- V Blagnacu je glavni sedež tovarn letal Airbus in ATR (Avions de Transport Régional).[2]

## Pobratena mesta
- Buxtehude (Spodnja Saška, Nemčija),
- Pomigliano d'Arco (Kampanija, Italija).